# 앤디 이아돔
앤드루 카이레 이아돔(영어: Andrew Kyere Yiadom, 1991년 12월 1일 ~ )은 EFL 리그 원 클럽 레딩과 가나 국가대표팀에서 레프트백 또는 라이트 미드필더로 활약하고 있는 가나의 프로 축구 선수이다.

## 구단 경력

### 초기 경력
이아돔은 그레이터런던의 홀로웨이에서 태어났다. 그는 욋퍼드의 유소년팀에서 경력을 시작했지만 장학금을 받는 동안 프로 계약을 제안 받지 못했다. 그는 2010년 여름 내셔널리그 클럽인 헤이즈 & 예딩 유나이티드와 계약했다. 그는 헤이즈에서 한 시즌만 머물렀고 리그 2 클럽인 브리스틀 로버스에서 시험을 치른 후 2011년 8월에 새로 승격된 내셔널리그 클럽인 브레인트리 타운으로 이적했다. 이아돔은 2012년 1월까지 7골을 넣었다.

### 반즐리
이아돔은 2016년 5월, 자유 이적으로 반즐리에 합류하여 2년 계약을 맺었다. 그는 첫 시즌에 반즐리에서 32경기에 출전하여 인상적인 EFL 챔피언십 지위를 유지하는 데 기여했다. 2017년 7월 30일, 반즐리로부터 새로운 계약 제안을 받았지만 거절당했다.

### 레딩
2018년 5월 17일, 이아돔은 4년 계약을 체결한 후 7월 1일에 로열스와 계약을 맺고 레딩에 합류하기로 합의했다. 2022년 6월 17일, 이아돔은 레딩과 3년 계약을 체결하고 2022년 7월 8일에 클럽의 새로운 주장으로 임명되었다.

## 국가대표팀 경력
이아돔은 잉글랜드에서 가나인 부모님 사이에서 태어났다.그는 잉글랜드 국가대표팀 C팀에 차출되었고, 2015년에 올해의 선수로 선정되었다. 2016년 11월에 그는 가나 국가대표팀에 차출되었다. 그는 1-0으로 패한 이집트와의 2017년 아프리카 네이션스컵 경기에서 가나 국가대표팀 데뷔전을 치렀다.
그는 2021년 아프리카 네이션스컵에서 가나 대표팀의 일원으로 참가했으나 조별리그에서 탈락했다.